# Љ
Љ (onderkast: љ) is een letter uit het Cyrillische alfabet. De letter is voor het eerst gebruikt door Vuk Karadžić. De Љ wordt uitgesproken als /ʎ/ en wordt gebruikt in het Servisch en Macedonisch. De letter is een combinatie (ligatuur) van de letter Л en Ь.

## Weergave

### Unicode
De Љ en љ zijn in 1993 toegevoegd aan de Unicode 1.0 karakterset.
In Unicode vindt men Љ onder het codepunt U+0409 (hex) en љ onder U+0459.

### HTML
In HTML kan men voor Љ de code &LJcy; gebruiken, en voor љ &ljcy;.